# Livingston (Alabama)
Livingston − miasto w południowo-wschodniej części Stanów Zjednoczonych, w Alabamie, stolica hrabstwa Sumter.

## Demografia
- Liczba ludności: 3152 (2023)[1]
- Gęstość zaludnienia: 437,8 os./km² (2023)
- Powierzchnia: 7,2 km² (2023)

Według spisu dokonanego w 2000 roku przez United States Census Bureau miasto zamieszkiwało 3 297 mieszkańców. Było tam 1 368 gospodarstw domowych, które zamieszkiwało 731 rodzin. Gęstość zaludnienia wynosiła wtedy 177,3 os./km². W mieście wybudowanych było 1 586 domów (ich gęstość to 86,0 domu/km²).
Podział mieszkańców według ras (stan na 2000 rok):
- 37,82% − Biali
- 60,78% − Afroamerykanie
- 0,15% − rdzenni Amerykanie
- 0,18% − Azjaci
- 0,30% − inne rasy
- 0,76% − z dwóch lub więcej ras
- 1,43% − Hiszpanie lub Latynosi